# Cominho
O cominho (Cuminum cyminum) é uma planta da família Apiaceae.
Planta de origem na Crescente Fértil e posteriormente sendo utilizada por várias civilizações. Na Turquia também é muito empregada, principalmente em licores e na alimentação. De sabor diferente, ficando entre o da pimenta e o anis, cativou muitos adeptos.
Os cominhos são de origem do Mediterrâneo Oriental e do Egito. Hoje em dia são cultivados na África do Sul e nos Países do Oriente Médio, Índia e México.

## Citologia
O número de cromossomas de Cuminum cyminum (Fam. Umbelliferae) e taxons infra-específicos (Cuminum cyminum L.) é 2n=14.